# Semantic Technology Institute International
Semantic Technology Institute International (STI) - міжнародна асоціація експертів з семантики та послуг із штаб-квартирою в Австрії. У складі експерти з Європи, Південної Кореї, Малайзії та Сингапуру.

## Про STI спільноту
Спільнота STI є відкритою платформою для збору інформації про осіб, які ведуть активну діяльність в області семантичних технологій. На основі ідей краудсорсингу дані створюються і збагачуються спільнотю Данні STI Спільноти публічно доступні на вебсайті, де вони може бути отримані через інтерфейс пошуку і інтерфейс SPARQL, і RDF / XML.
STI організовано як спільне об'єднання зацікавлених наукових, комерційних та урядових партій, які мають спільне бачення. Започаткована в Берліні в січні 2007 року, STI розробляє свою унікальну інфраструктуру досліджень і реалізує державні і внутрішні служби, які підтримують окремих організацій-партнерів у їх спільної дослідницької діяльності, стандартизації, розповсюдження та використання діяльності. STI International є також активним гравцем на міжнародному рівні.

## Членство
Як член STI, ви будете частиною світового співтовариства провідних науково-дослідних інститутів, інноваційних стартапів, малих і середніх підприємств. Користувачі мають багато переваг, таких як привілейований доступ до подій і навчання, створення мереж та громадської підтримки.

## Партнерство
Партнери: STI мають права голосу в Генеральній Асамблеї і можуть призначити делегата в Раді. Вони організовують збори для всіх STI заходів, конференцій та послуг, і можуть відправляти оголошення в Спільноті STI та STI Користувацькі розсилки.
Додаткова інформація

## Місія
Місія полягає у використанні семантичних технологій для вирішення різних проблем, пов'язаних зі спілкуванням і спільної роботи на великих масштабах. Визнаючи, що ці завдання включають в себе технічні, соціальні, політичні та економічні аспекти, підхід STI використовує гібридний комплекс досліджень, технології створення, експлуатації мереж, поширення освіти і стандартизації. Загалом мета полягає в збереженні семантики як невід'ємного компонента сучасних інформаційних систем STI використовуює досвід і набір навичок партнерів, користувачів і широкої семантичної спільноти.